# Polarbear
Polarbear (Polarization of Background Radiation) est un télescope possédant une sensibilité sans précédent qui aura pour but l'observation de la polarisation du fond diffus cosmologique (le but scientifique le plus important serait la détection des modes-B (inflationnaire et lensing)).
Équipé de plus d'un millier de détecteurs (bolomètres-TES fonctionnant à 250 mK) sensibles à la polarisation de la lumière incidente, Polarbear utilise une lame demi-onde rotative devant le cryostat afin de moduler le champ électrique des photons incidents (l'intérêt étant de séparer signaux polarisés ou non).
Le design du télescope s'appuie sur une grande sensibilité des détecteurs et un contrôle des erreurs systématiques.
Polarbear sera déployé dans sa version finale sur les hauts plateaux du désert d'Atacama au Chili, à la fin de l'année 2010.